# Stavnsholt
Stavnsholt ligger i Nordsjælland og er en bydel til Farum, beliggende i Furesø Kommune.
Bydelen ligger øst for Hillerødmotorvejen og ned til Furesøen.
Oprindeligt en selvstændig by.[kilde mangler] Stavnsholt tilhører Region Hovedstaden.
Farum Arena ligger i Stavnsholt.
Af skoler ligger Lyngholmskolen, Stavnsholtskolen og den private Marie Kruse Skole.
|  | Denne artikel om lokaliteten Stavnsholt kan blive bedre, hvis der indsættes et (bedre) billede. Du kan hjælpe ved at afsøge Wikimedia Commons for et passende billede eller lægge et op på Wikimedia Commons med en af de tilladte licenser og indsætte det i artiklen. |

55°48′53″N 12°24′20″Ø / 55.81479°N 12.40545°Ø